# Chechar (distrito)
Chechar é um distrito localizado na província de Khenchela, Argélia, e cuja capital é a cidade de Cherchar. A população total do distrito era de 33 812 habitantes, em 2008.

## Comunas
O distrito é composto por quatro comunas:
- Cherchar
- Djellal
- Khirane
- El Oueldja